# Erick Friedman
Erick Friedman (* 16. August 1939 in Newark; † 30. März 2004 in New Haven) war ein amerikanischer Violinist und Musikpädagoge.

## Leben und Werk
Erick Friedmann begann mit sechs Jahren Geige zu spielen. Mit zehn Jahren besuchte er die Juilliard School und war Privatschüler von Nathan Milstein und Jascha Heifetz. Er studierte auch Geige bei Ivan Galamian. Mit 17 Jahren begann er ein Studium bei Heifetz an der University of Southern California. Abschließend studierte er Komposition bei Mario Castelnuovo-Tedesco.
Konzertreisen führten ihn durch die USA und Europa. Bald schon schränkte er seine Konzerttätigkeit zu Gunsten von pädagogischen Aufgaben ein. 1975 wurde er Professor für Violine an der Manhattan School of Music in New York. Später übernahm er die Leitung des Bereichs Streichinstrumente an der Southern Methodist University. Friedman nahm eine Professorenstelle an der Yale University an, wo er bis zu seinem Lebensende Meisterklassen unterrichtete.
Erick Friedman starb im März 2004 an einer Lungenkrebserkrankung. Er unterrichtete bis zur Woche vor seinem Tod an der Yale University.